# Fort Frère
Le fort Frère, appelé à l'origine le Fort Großherzog von Baden puis fort Maréchal Pétain, est une fortification de type Biehler construit par les Allemands et appartenant à la ceinture fortifiée de Strasbourg, à Oberhausbergen en Alsace.

## Position
Le fort fait partie de l'ensemble de quatorze fortifications (onze en Alsace sur la rive gauche, trois en pays de Bade sur la rive droite) réalisées autour de Strasbourg par l'Armée impériale allemande après la chute de la ville en 1870. Ces fortifications suivent le concept développé par le Generalmajor Hans Alexis von Biehler dont le but était de former une enceinte discontinue autour de la place forte faite de forts d’artillerie espacés d’une portée de canons. Le projet initial prévoyait la construction de trente-six forts mais, finalement, seuls quatorze furent construits.
Le fort est construit à l'ouest de Strasbourg, juste au nord de la commune d'Oberhausbergen, pour couvrir de ses feux la route descendant du col de Saverne (l'ancienne route nationale 4 française, soit l'actuelle RD 1004), pouvant croiser ses tirs avec le fort Kléber qui est au sud de la route.

## Histoire
Le fort a été d'abord « Fort V » ou « Fort Oberhausbergen », puis nommé par ordonnance impériale le 1er septembre 1873 en l'honneur du grand-duc de Bade Frédéric Ier (alors le gendre de l'empereur), puis fut renommé le 3 avril 1919 avec le nom du maréchal français Philippe Pétain, redevient de 1940 à 1944 la Feste Großherzog von Baden et enfin prend le nom du général français Aubert Frère à la fin de la Seconde Guerre mondiale.
Pendant la Première Guerre mondiale, la place forte de Strasbourg est d'abord mise en état de se défendre, par le creusement de tranchées entre les forts et la pose de barbelés sur les glacis. Puis le fort sert de camp de prisonniers. De 1939 jusqu'au 17 juin 1940, le fort abrite le poste de commandement du sous-secteur de Strasbourg (une partie du secteur fortifié du Bas-Rhin de la ligne Maginot), confié au 172e RIF. De 1941 à 1944, le fort sert de nouveau de camp de prisonniers (pour des officiers yougoslaves). Le 23 novembre 1944, des combats ont lieu entre les derniers occupants allemands du fort (des membres du Volkssturm) et les troupes françaises qui attaquent Strasbourg par l'ouest et le nord-ouest : le fort est pris le lendemain.
Le fort est désormais propriété de l'Armée française, qui l'a confié à la section fortifications du Club sportif et artistique de la Garnison de Strasbourg (CSAGS). Le fort est ouvert lors de visites guidées depuis 2002.
| Année | Nombre de visiteurs |
| ----- | ------------------- |
| 2017  | 1 139               |
| 2016  | 1 348               |

## Description
Il s'agit d'un fort polygonal détaché à fossé sec, le premier construit à partir du modèle dessiné par Biehler. La structure est en maçonnerie, composée de pierres des carrières de Lutzelbourg (amenées sur le canal), le tout recouvert de terre. L'artillerie était à l'air libre, le personnel pouvant se réfugier dans des traverses-abris. La défense des fossés était confiée à trois caponnières.
Le fort a été modernisé à partir de 1887 : une couche d'un mètre de sable et une carapace de 1,2 m en béton sont rajoutées au-dessus des casernements, la caponnière de tête est remplacée par un coffre de contrescarpe, et deux observatoires cuirassés sont mis en place. En 1895, sont installées des portes blindées anti-souffle.